# Louise de Prusse (1838-1923)
Pour les articles homonymes, voir Louise de Prusse.
Titre
Grande-duchesse de Bade
22 janvier 1858 – 28 septembre 1907
(49 ans, 8 mois et 6 jours)
Élisabeth Marie Louise de Prusse (en allemand : Elisabeth Maria Luise von Preußen), née le 3 décembre 1838 à Berlin et morte le 23 avril 1923 à Baden, est une princesse de Prusse, devenue par son mariage grande-duchesse de Bade. 

## Famille
Deuxième enfant du prince Guillaume de Prusse, second fils du roi Frédéric-Guillaume III et de la princesse Augusta de Saxe-Weimar-Eisenach, elle est la sœur cadette du futur empereur Frédéric III et la tante de l'empereur Guillaume II. Elle est aussi la nièce de la tsarine née Charlotte de Prusse. Ses deux premiers prénoms rendent hommage à sa tante paternelle, épouse du roi Frédéric-Guillaume IV et à sa grand-mère maternelle, la grande-duchesse de Saxe-Weimar-Eisenach née grande-duchesse de Russie. Le prénom Louise - qui sera son prénom courant - est un hommage à sa grand-mère paternelle, la fameuse reine de Prusse qui fût l'âme de la résistance Allemande à l'impérialisme Français.
Le mariage de ses parents est une union disharmonieuse. Le prince et la princesse Guillaume n'ont aucun goût en commun et professent des opinions politiques diamétralement opposées. Aussi se rencontrent-ils peu et, contrairement aux moeurs de l'époque et de leur milieu, n'auront que deux enfants en neuf de mariage avant de vivre peu ou prou séparément. 

### Mariage et descendance
Le 20 juin 1856, Louise de Prusse épouse à Berlin le grand-duc Frédéric Ier, fils du grand-duc Léopold Ier et de Sophie de Suède. 
Trois enfants sont nés de cette union :
- Frédéric II de Bade (1857-1928) épouse en 1885 Hilda de Nassau, fille d'Adolphe Ier, duc titulaire de Nassau puis (1890) grand-duc de Luxembourg;
- Sophie Victoria de Bade (1862-1930), en 1881, elle épouse Gustave V de Suède (1858-1950);
- Louis Charles Frédéric Guillaume de Bade (1865-1888), prince grand-ducal, margrave de Bade, duc de Zähringen.

## Biographie

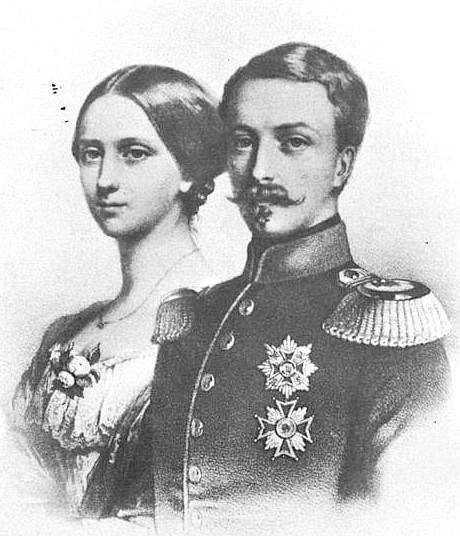
Le couple du prince-régent (1856)

Louise de Prusse grandit à Berlin et à Coblence, où après la Révolution de 1848, son père, très impopulaire en raison de la répression sanglante qu'il avait mené contre les mouvements libéraux Badois en 1848,  est nommé gouverneur général de la Rhénanie prussienne. Opposée au conservatisme et au militarisme de son mari, sa mère, née princesse Augusta de Saxe-Weimar-Eisenach, enseigne à ses enfants les sciences humaines et la Charité chrétienne, mais également les différentes occupations et travaux d'une princesse de sang royal. Ces occupations concernent les œuvres sociales comme la visite des orphelinats, des hôpitaux, mais également les organisations caritatives et les banquets.
Membre de la Maison de Hohenzollern, fille du premier empereur allemand Guillaume Ier, sœur du second, Frédéric III et tante du troisième, Guillaume II, elle entre par mariage dans la Maison de Zähringen. En 1850, la princesse adolescente rencontre le second fils du grand-duc de Bade. Les deux jeunes gens partagent les mêmes valeurs, s'éprennent l'un de l'autre et se marient en 1856. 
À 29 ans, le prince Frédéric de Bade est un homme réfléchi, marqué par l'alcoolisme de son père et la folie de son frère, pour lequel il assume la régence du grand-duché depuis 1852 et auquel il succède à la mort de celui-ci en 1858. La belle-mère de la princesse Louise n'est pas aussi populaire. Fille du roi détrôné de Suède, la grande-duchesse Sophie a été mariée pour des raisons dynastiques à son grand-oncle le prince Léopold de Hochberg — qui avait 11 ans de plus qu'elle. La famille grand-ducale n'ayant plus d'héritier, ce mariage devait favoriser l'accès au trône de ce prince issu d'un mariage morganatique et par conséquent non dynaste. de plus la grande-duchesse est soupçonnée de complicité dans l'assassinat de Kaspar Hauser. Son mari, dégoûté du pouvoir, a sombré dans l'alcoolisme dont il est mort. Son fils aîné devenu fou la hait avant de mourir prématurément. La grande-duchesse Sophie meurt en 1865.

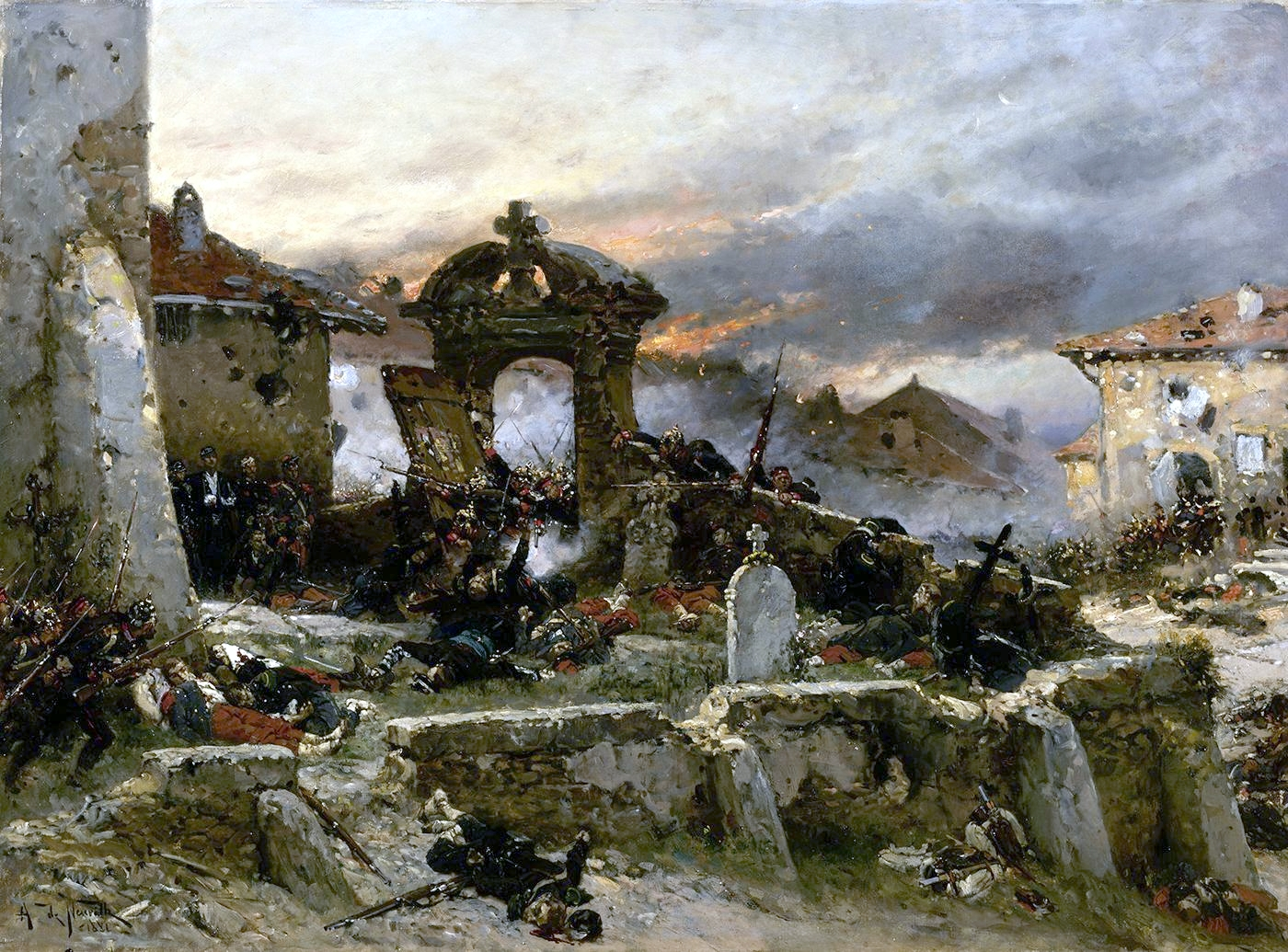
La bataille de Saint-Privat (18 août 1870) témoigne de la férocité des combats.

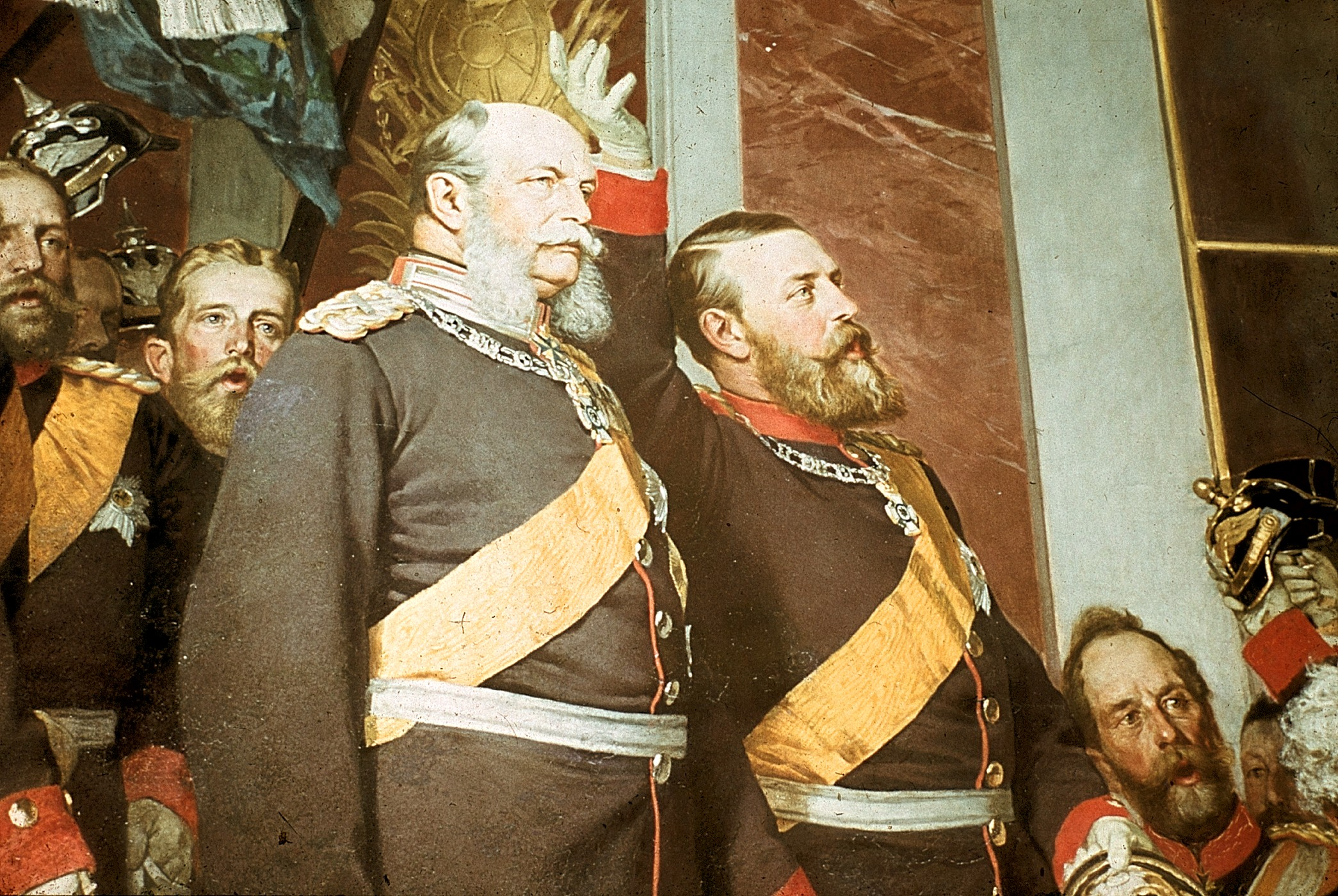
Le grand-duc de Bade faisant acclamer son beau-père lors de son investiture en tant qu'empereur allemand à Versailles (18 janvier 1871) (Anton von Werner, 1882)

Ce mariage d'inclination sert aussi les intérêts des deux États. Le grand-duché de Bade, frontalier de la France, possède une importance stratégique que n'avait pas négligé l'empereur des Français Napoléon Ier. Quarante années plus tard, c'est le roi de Prusse qui souhaite un rapprochement avec ce grand-duché du sud-ouest de la Confédération germanique qui peut être un allié de choix face à la France mais aussi face à l'Autriche. 
En 1859, la grande-duchesse Louise fonde à Karlsruhe une association féminine, ancêtre de la Croix-Rouge allemande. Le grand-duc Frédéric partage les valeurs de la grande-duchesse et sera l'un des premiers prince à soutenir l’œuvre de Henry Dunant. Nonobstant ses valeurs, le grand-duc est un souverain de son époque. Gendre du roi de Prusse, il prend parti contre l'Autriche en 1866 puis contre la France en 1870 avant d'intégrer l'Empire allemand en 1871. C'est lui qui dans la Galerie des Glaces du Château de Versailles lancera les acclamations qui confirmeront le roi de Prusse, son beau-père, comme empereur allemand.
Le grand-duc Frédéric Ier et la grande-duchesse Louise ont trois enfants.
Leur fille Victoria épouse en 1881 le prince héritier de Suède, futur roi Gustave V, apportant à la dynastie Bernadotte le sang « légitime » de la Maison de Vasa provenant de la grande-duchesse Sophie. Son fils épouse en 1885 la princesse Hilda de Nassau dont le père devient grand-duc de Luxembourg en 1890.
L'année 1888 est une année de deuil pour la famille grand-ducale et particulièrement pour la grande-duchesse Louise qui perd successivement son fils cadet, son père et son frère. L'empereur Frédéric III, frère de la grande-duchesse, partageait les valeurs que leur mère leur avaient transmises. Opposé aux méthodes du chancelier Bismarck, il a été écarté des zones de pouvoir par son père dont la longévité a repoussé d'autant son accession au trône et la démocratisation de l'Allemagne. Il est déjà malade quand il ceint la couronne et meurt après trois mois de règne. Son fils et successeur, Guillaume II, formé à l'école du chancelier, est un conservateur dans l'âme mais qui souhaite s'affranchir de la toute-puissance de son ministre. Il le démettra de ses fonctions dès 1890 afin de mener une politique personnelle. 

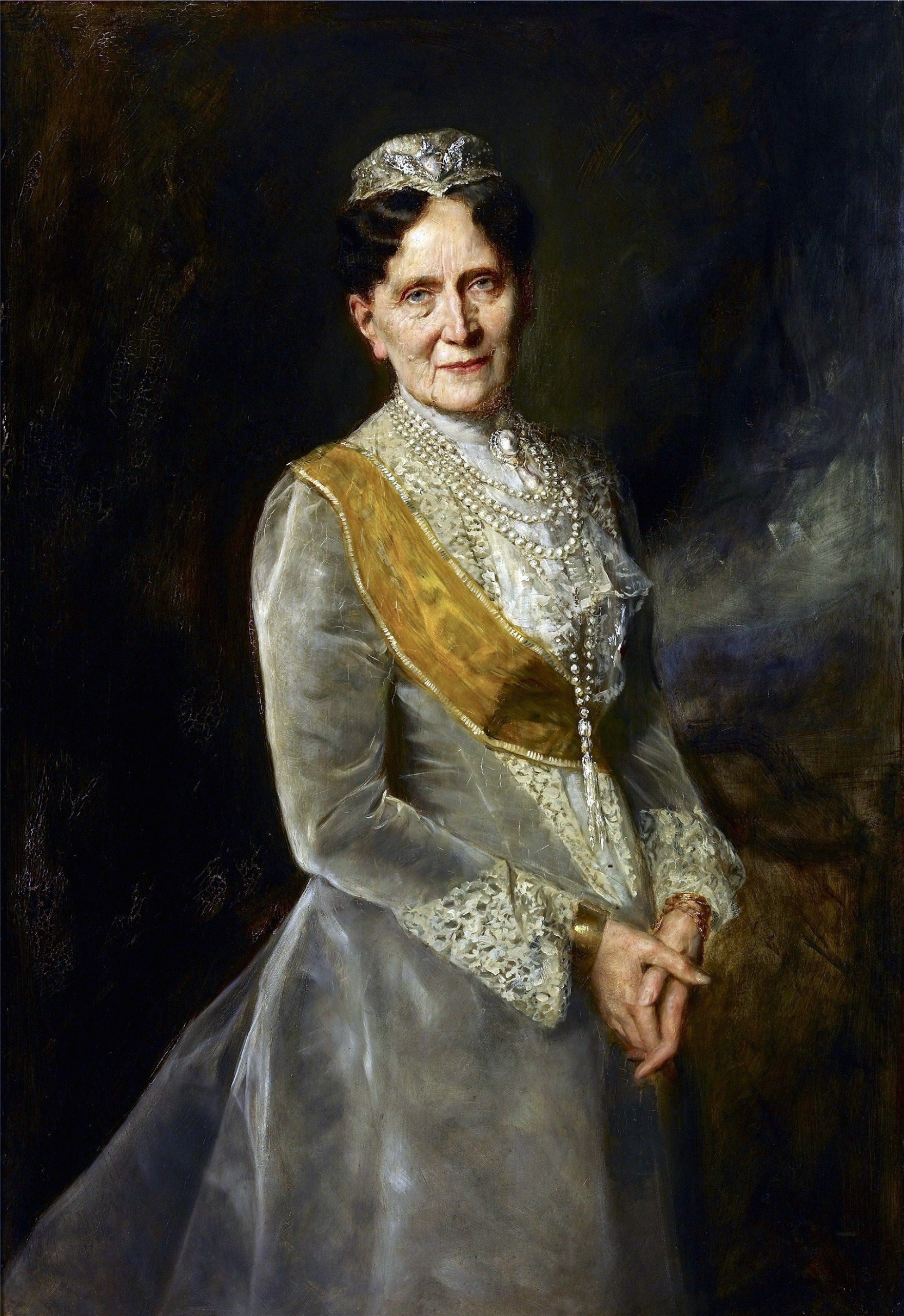
La grande-duchesse Louise (Otto Propheter, 1903)

La même année, la grande-duchesse perd sa mère, l'impératrice Augusta. Dans le grand-duché, le mariage du grand-duc héritier est resté stérile et la grande-duchesse Louise n'a comme descendance que ses petits-enfants suédois. À la mort de son fils, c'est un cousin, le prince Maximilien de Bade — ou son fils — qui ceindra la couronne grand-ducale. Connu pour ses opinions libérales, le prince a épousé une princesse de Hanovre dont la famille, dépossédée par les Hohenzollern en 1866, est notoirement anti-prussienne. En famille, le prince est appelé par un diminutif "Max".
Veuve en 1907, la grande-duchesse — devenue grande-duchesse douairière — assiste en 1913 aux mariages du roi détrôné Manuel II de Portugal qui épouse la princesse Augusta Victoria de Hohenzollern et à celui de sa petite-nièce, la seule fille du Kaiser, Victoria-Louise de Prusse, qui épouse le duc Ernest-Auguste de Brunswick, frère de l'épouse du prince "Max". Dernières cérémonies et dernière fête de famille qui réconcilient Hanovre et Hohenzollern, réunissent les monarques européens avant la Grande guerre. À la table des mariés, la grande-duchesse douairière est assise à côté du tsar Nicolas II de Russie qui, après l'établissement de la république soviétique en Russie, sera exécuté sommairement avec sa famille en juillet 1918.
En septembre 1918, après une dernière tentative pour prendre Paris, l'armée allemande recule. Contraint d'envisager la paix, ayant choisi le gouvernement américain comme intermédiaire, le gouvernement Prussien se voit dans l'obligation de démocratiser le régime. Le Kaiser appelle à la chancellerie le prince "Max" en octobre mais, conséquence de la défaite et du blocus anglais, en novembre de la même année, la révolution  embrase l'Allemagne. Le Kaiser et le Kronprinz s'enfuient le 9 après que le prince Max eut annoncé l'abdication de son cousin bien avant que celui-ci la signe. À l'instar de ses pairs, le grand-duc Frédéric II de Bade, fils de la grande-duchesse, renonce au pouvoir et  abdique le 22 novembre 1918. La grande-duchesse Adélaïde de Luxembourg, nièce du grand-duc, soupçonnée de germanophilie, abdique en janvier 1919. Cependant, le Luxembourg reste une monarchie et la princesse Charlotte, soeur cadette de l'ex-grande-duchesse, accède au trône Luxembourgeois. 
Comme la Moselle, l'Alsace, voisine du Grand-duché de Bade redevient française. Le Pays de Bade redevient frontalier. L'Allemagne, humiliée par le traité de Paix de Versailles, est en partie démantelée, doit payer une très lourde indemnité qui met son économie en péril, voit la Rhénanie et la Sarre occupées par les armées des vainqueurs. Cependant, l'honneur de l'armée est sauf.
La république de Weimar est menacée par les partis extrêmes :  le spartakisme est sauvagement réprimé, le putsch de Kapp ne connaît qu'un succès éphémère. Le 11 janvier 1923, les armées françaises et belges occupent la Ruhr. L'économie allemande est victime d'une inflation hors du commun. 
À 84 ans, respectée par ses anciens sujets, la grande-duchesse Louise demeure dans ses États et s'éteint à Baden-Baden.

## Phaléristique
- Dame de l'ordre de Sidonie (Royaume de Saxe) (1871).